# Markus Esser
Markus Esser (Leverkusen, 3 februari 1980) is een Duits kogelslingeraar. Hij werd meervoudig nationaal kampioen in deze discipline. Hij nam driemaal deel aan de Olympische Spelen, maar dat leverde hem geen eremetaal op.

## Loopbaan
In 1999 behaalde Esser, bijgenaamd Tiger, zijn eerste internationale succes. Hij won toen een bronzen medaille op de Europese kampioenschappen voor junioren achter de Fin Olli-Pekka Karjalainen (goud) en de Pool Wojciech Kondratowic (zilver). Esser werd vierde op de wereldkampioenschappen van 2005 2005 in Helsinki en op de Europese kampioenschappen van 2006 in Göteborg. Hij nam driemaal deel aan de Olympische Spelen. In 2000 werd hij uitgeschakeld in de kwalificatieronde en in 2004 en 2008 behaalde hij respectievelijk een elfde en negende plaats.
Zijn persoonlijk record van 81,10 meter gooide Esser in juli 2006 in Leverkusen. Hiermee is hij de achtste kogelslingeraar van Duitsland ooit achter Ralf Haber, Heinz Weis, Karsten Kobs, Günter Rodehau, Holger Klose, Christoph Sahner en Klaus Ploghaus.

## Persoonlijk record
| Onderdeel      | Prestatie | Datum        | Plaats     |
| -------------- | --------- | ------------ | ---------- |
| kogelslingeren | 81,10 m   | 28 juli 2006 | Leverkusen |

## Titels
- Duits kampioen kogelslingeren - 2006, 2007, 2013

## Palmares

### kogelslingeren
- 1998: 12e WJK - 59,58
- 1999:  EJK - 66,68 m
- 2000: 16e in kwal. OS - 69,51 m
- 2004:  Europacup - 76,97 m
- 2004: 11e OS - 72,51 m
- 2005:  Europacup - 76,11 m
- 2005: 7e Wereldatletiekfinale - 75,88 m
- 2005: 4e WK - 79,16 m
- 2006: 4e Europacup - 77,05 m
- 2006: 4e EK - 77,05 m
- 2006: 4e Wereldatletiekfinale - 79,19 m
- 2007: 7e WK - 79,66 m
- 2008: 10e Europese Wintercup - 70,51 m
- 2008: 9e OS - 77,10 m
- 2009: 6e WK - 76,27 m
- 2010: 12e in kwal. EK - 71,89 m
- 2011: 4e WK - 79,12 m